# 5007 Keay
5007 Keay è un asteroide della fascia principale. Scoperto nel 1990, presenta un'orbita caratterizzata da un semiasse maggiore pari a 2,6797916 UA e da un'eccentricità di 0,1862624, inclinata di 13,33445° rispetto all'eclittica.